# 차상찬
차상찬(車相瓚, 1887년~1946년)은 일제강점기 문화운동가, 수필가, 언론인이다. 천도교인으로, 강원도 춘천 출생이며, 호는 청오(靑吾)이다. <경주회고>, <남한산성>, <관동잡영> 등을 저술 하였으며, 우리나라 최초의 잡지인 개벽의 편집인이기도 했다. 호는 청오, 도호는 노암(蘆菴)이다.

## 생애
1887년 2월 12일 강원도 춘천시 송암동에서 차두영의 5남 1녀중 막내로 태어났다. 1906년 보성중학교에 입학하였으며, 당시 학생들과 달리 진보회 실천요강에 따라 머리를 깎고 검정물감을 들인 옷을 입고 다녔던 걸로 알려져있다.  보성 중학 3학년이던 1908년 서울에 유학온 강원도 학생을 모아 관동학회를 조직하였으며, 남궁억을 회장으로 추대한다.
1910년 3월 보성중학교 제 1회 졸업생이었던 그는 졸업생 대표로 답사를 읽었다. 이후 보성전문학교 법과를 졸업하고, 보성전문학교 법과 강사로 재직했다. 1919년 천도교 청년회에 참여하여 개벽사를 창립하는데 앞장섰다.  
1920년 소춘 김기전, 소파 방정환, 야회 이돈화와 함께 <개벽> 잡지를 창간했다.  차상찬은 개벽사에서 펴낸 잡지에서 왕성한 집필활동을 전개하였는데, 현재까지 밝혀진 바로는 71개의 필명을 사용하였다.   1921년 5월 1일 이돈화, 차상찬, 박달성은 천도교 소년회를 창립하였으며, 그 1주기가 되는 1922년 5월 1일을 '어린이의 날'로 선포한다.
1926년 개벽이 폐간된 이후에도 별건곤, 신여성, 농민, 학생 등 10여종의 잡지를 발행했다. 1936년 어린이 지 편집자였던 최영주와 함께 홍제동 화장터에 방치되어있던 소파 방정환의 유골을 현재의 묘소로 이장하는 운동을 주도하였다. 1938년 조선중앙일보(당시 몽양 여윤형이 사장)에 <장희빈>을 연재하였다. 이 연재는 일장기 말살 사건으로 인해 중단되었다.
1946년 3월 24일 사망하였으며, 춘천시 송암동에 안장되었다. 2010년 11월 1일 대한민국 정부는 '제45회 잡지의 날' 기념식에서 은관문화훈장을 추서했다.

## 저서
- 조선 사천년 비사: 1934년 10월 북성당 서점에서 출판. 당시 가격 1원 50전.
- 해동염사: 1937년 한성도서 주식회사에서 출간, 1원 20전에 판매. 열전형식으로 정리한 여성 인물사
- 조선사외사: 청오의 사망 다음해인 1947년 차상찬의 부탁을 받은 이호운이 유고를 정리하여 명성사에서 출간
- 한국야담사화집: 1959년, 동국문화사에서 발행. 청오의 유고를 정리한 것으로 50편의 야담을 소개.
- 조선백화집: 1942년 우리 역사속 재미있었던 100편의 이야기를 골라엮어 조선총독부에 출판허가를 요청했던 책. 출판금지를 당했다.